# Alf Sjöberg
Sven Erik Alf Sjöberg (Stockholm, 21 juni 1903 – aldaar, 16 april 1980) was een Zweeds regisseur.

## Levensloop
Alf Sjöberg werd vooral bekend voor zijn werk als toneelregisseur. Van 1930 tot aan zijn dood was hij werkzaam aan het Kungliga Dramatiska Teatern, de koninklijke schouwburg in Stockholm. Samen met Olof Molander en later Ingmar Bergman drukte hij zijn stempel op het functioneren van de schouwburg.
Ook als filmregisseur oogstte hij veel bijval. Met zijn films Iris och löjtnantshjärta (1946) en Fröken Julie (1951) won hij de hoofdprijs op het Filmfestival van Cannes.
In 1951 ontving hij de Zweedse koninklijke onderscheiding Litteris et Artibus.
Sjöberg stierf in 1980 op 76-jarige leeftijd aan de gevolgen van een auto-ongeluk.

## Filmografie
- 1929: Den Starkaste
- 1940: Med livet som insats
- 1940: Den blomstertid
- 1941: Hem från Babylon
- 1942: Himlaspelet
- 1944: Kungajakt
- 1944: Hets
- 1945: Resan bort
- 1946: Iris och löjtnantshjärta
- 1949: Bara en mor
- 1951: Fröken Julie
- 1953: Barabbas
- 1954: Karin Månsdotter
- 1955: Vildfåglar
- 1955: Hamlet
- 1956: Sista paret ut
- 1959: Stängda dörrar
- 1960: Domaren
- 1966: Ön
- 1969: Fadern